# Злобин, Павел Владимирович

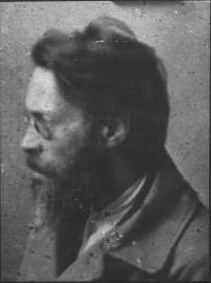
П. В. Злобин в Бутырской тюрьме, 1922.

Павел Владимирович Зло́бин (1882, Рязань — 1930, Уфа) — русский социалист-революционер.

## Биография
Потомственный дворянин. Вступил в партию социалистов-революционеров в 1902 году, при этом вёл нелегальную партийную работу и работал в земствах. По обвинению в принадлежности к партии эсеров неоднократно подвергался тюремному заключению и ссылке. В годы Первой мировой войны работал в организациях Земсоюза в Уфе и на Западном фронте.
В марте 1917 года — товарищ председателя Минской губернской земской управы, включен в члены областного комитета Партии социалистов-революционеров и в список кандидатов в Всероссийское Учредительное собрание от Минской губернии. В декабре — на II съезде армий Западного фронта (Минск). В феврале 1918 года избран в Народный секретариат Белоруссии на должность комиссара по делам великороссов. Выступал за автономию Белоруссии в составе демократической России, против идеи о независимости. После провозглашения 25 марта 1918 года Белорусской Народной Республики вышел из состава правительства. Считал Раду БНР временной властью в крае. С 1918 года жил и работал в Москве, где в 1919 году проходил обучение на втором курсе медицинского факультета, заведовал инструкторскими курсами при Народном университете им. Шанявского, работал секретарем в редакции журнала «Высшая школа», издаваемого Советом старост студентов университета. В 1919-20 гг. редактировал журнал «Социалист-революционер».
Позже работал в сельской секции Центросоюза на водном транспорте. С 1921 года служил заместителем начальника снабжения Наркомпрода и консультантом кооперативного отдела Наркомзема. Как член Московского бюро ПСР в 1919—1920 годах четыре раза арестовывался Московской ЧК.
По итогам процесса 7 августа 1922 года приговорен к двум годам тюремного заключения со строгой изоляцией с окончанием срока заключения 24 февраля 1923 года. Во время пребывания в тюрьме у Злобина обострился туберкулёз, в феврале 1923 года помещен в больницу ГПУ.
25 мая 1923 выслан в Уфу на 2 года с окончанием срока ссылки 23 мая 1925 года. Дальнейшая судьба неизвестна.

## Аресты
Арестован 31 марта 1919 года. После 10 апреля освобождён по ходатайству правления Всероссийского Союза кооператоров по переработке и сбыту картофеля (Союзкартофель).
Арестован 30 апреля 1919 года органами ВЧК. Обвинён в контрреволюционной деятельности. Решения по делу нет.
Арестован 22 июля 1919 года МЧК. Осуждён 28 июля по политическим мотивам, освобождён под подписку о невыезде. Постановление о прекращении дела не выносилось.
Арестован 2 августа 1921 года. Приговор: «временно освобождён до особого распоряжения».
Арестован 24 февраля 1922 года. содержался в тюрьме в Кисельном переулке. Верховным трибуналом ВЦИКа 7 августа 1922 года обвинен в антисоветской деятельности по процессу эсеров 1922 года.
Из речи обвиняемого П. В. Злобина на процессе эсеров:

«Если наша кровь, если моя кровь и наших товарищей будет нужна, то пусть она прольется. Если гражданину Крыленко и Трибуналу нужно будет, чтобы я пал искупительной жертвой за восстановление единого трудового интернационала, то я охотно буду этой жертвой, лишь бы скорее наступило восстановление единого интернационала трудящихся, а до той поры рабочие всегда будут остав[а]ться на оборонительной позиции. может быть иногда перейдут в атаку, но это будут короткие удары. Сокрушающего удара, производящего социальный переворот не произведут рабочие массы, пока есть три, четыре и сколько хотите интернационалов. Один интернационал необходим. Мы, граждане коммунисты, должны сделать сейчас все, чтобы он был. Если бы наша партия стояла у кормила власти е[с]ли бы мы победили, мы бы сумели подойти к вам и сговориться не на основах одностороннего договора. Берегитесь, вы побеждены, мы бы вам не кричали. На этом я кончаю». Из последнего слова на процессе с.-р. 1922 г. — Подготовка. Проведение. Итоги. Сборник документов/ Сост. С.А.Красильников., К.Н.Морозов, И.В.Чубыкин. - М.: РОССПЭН, 2002. С.796
Приговорён к двум годам тюремного заключения со строгой изоляцией с окончанием срока заключения 24 февраля 1923 года. Переведён во внутреннюю тюрьму ГПУ.
25 мая 1923 года обвинён в антисоветской деятельности. Выслан на два года в Уфу с окончанием срока ссылки 23 мая 1925 года.
Реабилитирован 15 мая 2001 года Генпрокуратурой РФ в связи с отсутствием в деле доказательств антисоветской деятельности.

## Семья
- Первая жена — Лидия Николаевна Доброва-Ядринцева
  - Сын — Степан, писатель.
- Вторая жена — Екатерина Романовна Кохалкина (32 года в 1922, из крестьян, образование домашнее, архивариус Историко-Революционного Архива, во время процесса 1922 года выполняла технические поручения членов ПСР, жила по адресу Трубниковский пер. 4, кв. 4).
- Брат — Сергей Владимирович Злобин (во время процесса 1922 года выполнял поручения членов ЦК ПСР, находившихся в тюрьме).
- Брат — Александр Владимирович Злобин
- Брат — Василий Владимирович Злобин.